# Ramsele
Ramsele  è un'area urbana della Svezia situata nel comune di Sollefteå, contea di Västernorrland.
La popolazione rilevata nel censimento 2010 era di 968 abitanti .